# Cienie Paryża
Cienie Paryża (ang. Shadows of Paris) – amerykański film niemy z 1924.

## Opis fabuły
Młoda dziewczyna, tancerka w klubie, staje się bogatą, wpływową kobietą. Akcja się dzieje w Paryżu po I wojnie światowej.

## Obsada
- Pola Negri jako Claire, królowa apaszy
- Charles de Rochefort jako Fernand, apasz
- Huntley Gordon jako Raoul Grammont – minister spraw wewnętrznych
- Adolphe Menjou jako Georges de Croy, sekretarz ministra
- Gareth Hughes jako Emile Boule
- Vera Reynolds jako Liane
- Rose Dione jako Madame Boule, właścicielka kawiarni
- Rosita Marstini jako Madame Vali, poetka
- Edward Kipling jako Pierre, rozpustnik
- Maurice de Canonge jako Robert, taksówkarz
- Frank Nelson jako Le Bossu, dzwonnik
- George O’Brien jako Louis
- Sam Appel jako Monsieur Boule